# Kurpfalz
Kurpfalz, formellt Pfalzgrevskapet vid Rhen (tyska: Pfalzgrafschaft bei Rhein), var en stat i Tysk-romerska riket som uppstod kring kungapfalzen i Aachen som under högmedeltiden var säte för den lothringske pfalzgreven. Dess härskare bekräftades i 1356 års gyllene bulla som kurfurstar varvid namnet Kurpfalz kom till.
De pfalziska territorierna, som inte var geografiskt sammanhängande, tillhörde från 1512 den kurrhenska kretsen. Idag utgör områdena delar av de tyska förbundsländerna Rheinland-Pfalz, Hessen och Baden-Württemberg samt de franska regionerna Alsace och Lorraine.

## Historia

### Tidig historia
Kring år 1085, i och med Herman II av Lothringens död, reducerades det forna pfalzgrevskapet i Lothringen till ett par territorier runtom i Rhenlandet och städerna Köln och Bonn på väster sida om floden Rhen, det så kallade Rhenpfalz. År 1155 fick Konrad av Hohenstaufen titeln pfalzgreve av sin halvbror kejsar Fredrik I Barbarossa och erhöll samtidigt vidsträckta förläningar över områdena söderut kring Rhen, både inkluderat det gamla Rhenpfalz och gamla frankiska områden ärvda från sin ätt, huset Hohenstaufen. Titeln pfalzgreve tillkom därefter den regerande fursteättens medlemmar och därmed etablerades Pfalzgrevskapet vid Rhen som en arvmonarki. Konrad blev också Tysk-romerska rikets ärkedrots, ett ämbete som medförde rösträtt vid kungaval och som också tillföll hans efterträdare.
De pfalziska territorierna tillföll 1195 huset Welf men då ätten år 1214 dog ut förlänade kejsar Fredrik II pfalzgrevskapet till huset Wittelsbach från Hertigdömet Bayern. Från år 1255 delades ätten i två grenar, den pfalziska och den bayerska, som erhöll varsitt rike. Detta gav upphov till tvister mellan de två grenarna av huset Wittelsbach gällande vilken som skulle inneha kurvärdigheten, dvs. rösträtten vid kungaval. Arvstvisten löstes genom Paviafördraget (1329) då kejsar Ludvig IV fastslog att rösträtten skulle växla mellan de två grenarna men även att pfalzgrevskapet erhöll markgrevskapet Nordgau i norra Bayern, vilket senare fick namnet Oberpfalz.

### Senmedeltiden
I 1356 års gyllene bulla bestämdes det att den pfalziska grenen av huset Wittelsbach skulle få ensamrätt till kurvärdigheten, med resultatet att de bayerska hertigarna helt förlorade rätten att rösta vid kungaval. Beslutet kom att leda till en konfliktfylld relation mellan de båda grenarna av familjen. Genom byten, köp och arvsfördrag utvidgades den kurpfalziska territoriet till en stat av ansenlig betydelse.
Vid pfalzgreve Ruprecht III:s död år 1410 delades Kurpfalz mellan fyra bröder av ätten Wittelsbach i Kurpfalz, Oberpfalz, Pfalz-Simmern-Zweibrücken och Pfalz-Mosbach. Den oberpfalziska linjen dog ut 1448 med unionskungen Kristofer av Bayern men dess besittningar hade redan 1443 tillfallit Kurpfalz. År 1459 delades linjen Pfalz-Simmern-Zweibrücken i ytterligare två linjer: Pfalz-Zweibrücken och Pfalz-Simmern. Linjen Pfalz-Mosbach dog ut 1499 och då kurpfalziska linjen dog ut 1559 tillföll kurvärdigheten grenen Pfalz-Simmern. Kring medeltidens slut bildades genom ättens förgreningar flera pfalziska småstater bredvid det egentliga Kurpfalz, som alltjämt styrdes från Heidelberg.

### Reformation och krig på 1600-talet
Reformationen gjorde sig tidigt gällande i Kurpfalz. Med början under Ludvig V under 1500-talets första hälft fördes en tolerant politik gentemot protestanter och efter pfalzgreve Otto Henriks trontillträde år 1556 kom den lutherska läran att bli officiell trosinriktning vid hovet. Under decennierna som följde skiftade hovreligionen mellan lutherdom och kalvinism beroende på härskarnas personliga religiösa övertygelse.
Kurfurst Fredrik V, som 1619 även blev kung i Böhmen, förlorade efter slaget vid Vita berget sina besittningar och sin kurvärdighet. I westfaliska freden 1648 återfick han dem dock. Hans linje Pfalz-Simmern utslocknade 1685, och kurvärdigheten övergick till linjen Pfalz-Neuburg, en av de många grenar som linjen Pfalz-Zweibrücken förgrenat sig i. I samband med detta framställdes anspråk på arvsrätten till kurfurstendömet från Frankrike, vilket utmynnade i pfalziska tronföljdskriget.

### Unionen med Bayern

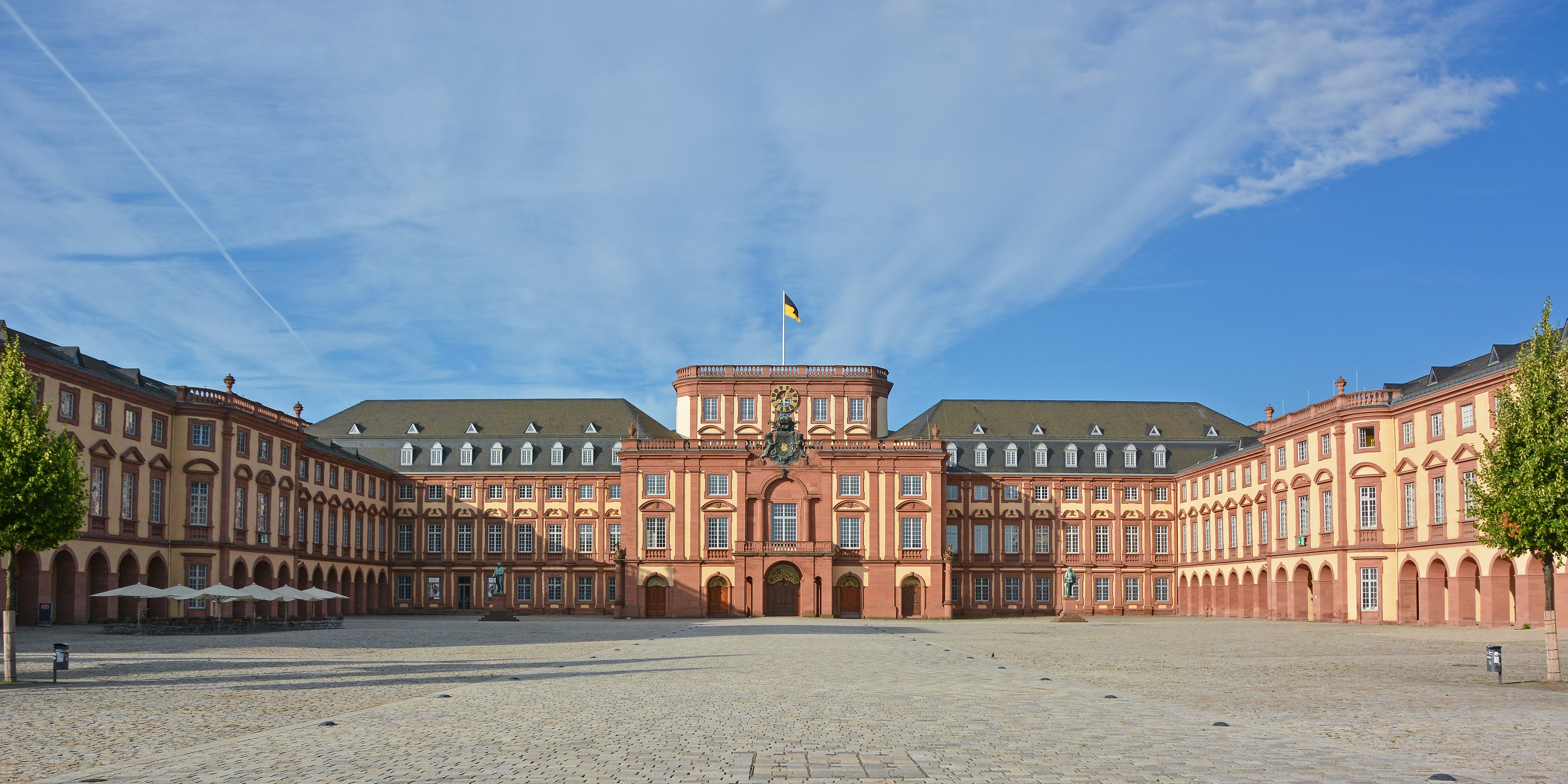
Slottet i Mannheim var säte för pfalzgrevarna från 1720 till 1778, då hovet flyttade till München.

Linjen Pfalz-Neuburg utslocknade 1742, varefter kurvärdigheten övergick till linjen Pfalz-Sulzbach. Karl Theodor av denna ätt blev 1777 även hertig av Bayern, varefter Kurpfalz hölls i personalunion med detta rike. Både Pfalz och Bayern var kurfurstendömen, men Karl Theodor fick inte behålla två kurfurstetitlar samtidigt och i enlighet med bestämmelser i freden i Osnabrück (Causa palatina) upphörde den pfalziska kurvärdigheten. Då Karl Theodor avled 1799 var Pfalz-Zweibrücken-Birkenfeld den enda kvarvarande linjen och dess huvudman Maximilian Josef blev herre över alla huset Wittelsbachs besittningar.
Franska revolutionskrigen och de efterföljande Napoleonkrigen kom att innebära slutet på Kurpfalz liksom för många andra tyska småstater. Genom freden i Lunéville 1801 tvingades Maximilian Josef att avträda alla pfalziska territorier väster om floden Rhen till det revolutionära Frankrike. Därefter följde Riksdeputationens huvudbeslut 1803, som påbjöd storskalig mediatisering i Tysk-romerska riket och möjliggjorde en betydande expansion för Bayern. Priset var dock att Bayern fick avträda vissa områden till grannlandet Baden, nämligen återstoden av Kurpfalz öster om Rhen. Vid Tysklands reorganisation 1815 återlämnades endast delar av det gamla Pfalz till Kungariket Bayern och blev en av dess provinser.

### Fotnoter
1. 1 2 3 4  Carlquist, Gunnar, red (1937). Svensk uppslagsbok. Bd 21. Malmö: Svensk uppslagsbok AB. sid. 568